# 维多利亚女王学校
维多利亚女王学校是一间位于苏格兰Perthshire的、于1908年创办的独立男女校。

## 历史
为纪念于布尔战争中战死的苏格兰士兵，维多利亚女王提出创办此校。创办学校的资金是从苏格兰军民中募集的。学校最终于1908年9月28日创办，爱德华七世为学校教堂奠基。教堂最后于1910年完成。一直以来，学校为苏格兰孤儿提供严格的军事化教育。在二战期间，许多英军子弟在此学习。1958年，为纪念创校50周年，学校建成Macmillan Sports Hall。1970年代，学校变得越来越接近一般的寄宿学校,因家长要求降低学费，国防部开始资助学校。1996~97学年，维多利亚女王学校开始收女学生，同时，教员亦改雇平民。1999年，第一个女senior monitor被选出。